# Curanto
Curanto je pokrm z chilské a argentinské kuchyně, který je podáván především v nejjižnější části Jižní Ameriky (jižní Andy a Patagonie). Pokrm pochází ze souostroví Chiloé, od indiánského kmene Mapučů. Jedná se o směs mořských plodů, zeleniny a masa pečenou ve vyhloubené jámě v zemi.

## Příprava
Existuje více variant curanta a ingredience se pokaždé liší, ale typicky se používá směs mušlí, masa (často různé párky a klobásy), brambor, zeleniny, milcao (druh bramborové palačinky) a chapalele (druh bramborového knedlíku). Někdy se přidává také rybí maso. Tato směs se poté peče v asi metr a půl hluboké jámě v zemi, přikrývá ještě listy z baroty, fíkovými listy nebo zelnými listy. Podobně se připravuje také novozélandské hāngi.
Existuje také varianta, kdy se curanto nepřipravuje v jámě v zemi, ale kdy se připravuje v hrnci. Takové variantě se říká curanto en olla nebo pulmay. Krom toho se curanto může připravovat také na grilu.